# 響岩

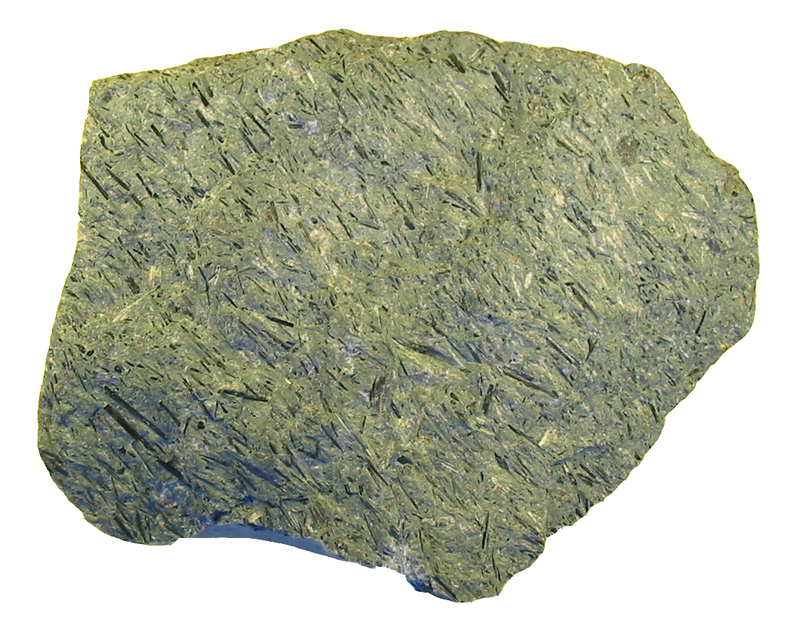
エジリン輝石響岩

響岩（きょうがん、phonolite、フォノライト）は、石英を含まず、準長石（霞石など）を含む火山岩。深成岩の準長石閃長岩（霞石閃長岩など）に対応する。